# Agência Pública
A Agência Pública é uma agência de jornalismo investigativo independente e sem fins lucrativos. Foi fundada em 2011 pelas repórteres Marina Amaral, Natalia Viana e Tatiana Merlino. Atualmente é dirigida por Marina Amaral e Natalia Viana.
Multiplamente premiada por ter produzido grandes reportagens sobre temas de interesse público, assume publicamente os objetivos de fortalecer o direito à informação, qualificar o debate democrático e promover os direitos humanos.
A agência distribui seu conteúdo gratuitamente, inclusive para outros sites e veículos republicarem suas reportagens, sob a licença Creative Commons Atribuição-SemDerivações.

## Projetos

### Apoio ao jornalismo independente
No Brasil, a Agência Pública mapeia e possui uma lista dos veículos de mídia independente do Brasil. Além de suas próprias reportagens, a Pública distribui bolsas para repórteres independentes desenvolverem suas matérias, incubando iniciativas de jornalismo e lançou em 2016 o Mapa do Jornalismo independente.
A redação da Agência Pública fica em São Paulo e, entre 2016 e 2019, a organização administrou a Casa Pública, o primeiro Centro Cultural de Jornalismo do Brasil, no Rio de Janeiro.
A Agência Pública é um dos veículos que organizam o Festival 3i de jornalismo.

### Truco
Em 2014, a Agência Pública lançou um projeto de fact-checking, o Truco. O projeto era dedicado a checar falas de políticos e personalidades, quando fazem afirmações relevantes e que pautem debates da sociedade. O Truco checou as eleições presidenciais de 2014, as eleições municipais de 2016 e as eleições estaduais e presidenciais de 2018. Contou com o selo de verificação de fatos do Google e com o selo da International Fact-Checking Network.

## Casos investigativos

### Séries investigativas sobre a Amazônia
Desde 2012, a Agência Pública produz séries investigativas sobre a Amazônia, já tendo investigado os grandes empreendimentos na região, resistência indígena, atuação das agências governamentais no local e violência relacionada a conflitos de terras.

### Caso Jullyene Lins
Em 2023, a agência publicou reportagem investigativa assinada por Alice Maciel sobre o caso de suposta violência doméstica de Arthur Lira, o então (desde 2021) presidente da Câmara dos Deputados, contra sua ex-mulher, Jullyene Lins, ocorrido em 5 de novembro de 2006. Na reportagem, Lins afirmou em primeira mão que também foi estuprada na ocasião. A reportagem foi retirada do ar pela 6ª Turma Cível do Tribunal de Justiça do Distrito Federal e dos Territórios em 18 de setembro e a agência foi proibida de publicar outras matérias do mesmo teor.

## Financiamento
A Pública é financiada por várias fundações, tais como Fundação Ford, Fundação Betty e Jacob Lafer, Open Society Foundations e Oak Foundation, além de eventualmente recorrer ao crowdfunding para custear reportagens. Em 2019, lançou um projeto de financiamento recorrente para receber apoio dos leitores.

## Prêmios
A Pública foi o terceiro veículo de comunicação brasileiro mais premiado em 2016, feito inédito para uma publicação independente segundo o site “Mais Premiados”. Neste mesmo ano, sua diretora Natalia Viana foi a repórter mais premiada, por conta dos prêmios Comunique-se de Repórter de Mídia Escrita, Gabriel Garcia Marquez na categoria Texto e Vladmir Herzog na categoria Internet pelo especial “100”.
Foi o primeiro[carece de fontes?] veículo brasileiro a ser indicado ao Prêmio Liberdade de Imprensa da Repórteres Sem Fronteiras.

### 2016
- Prêmio Vladmir Herzog[20][21]
- Prêmio Gabriel Garcia Marquez[19]
- Prêmio Comunique-se[18]
- Prêmio José Lutzenberger de Jornalismo Ambiental
- Troféu Mulher Imprensa[24]
- Prêmio Délio Rocha
- Prêmio Petrobrás de Jornalismo
- Prêmio República
- Prêmio Direitos Humanos de Jornalismo

### 2015
- Prêmio Tim Lopes
- Prêmio Petrobrás de Jornalismo
- Prêmio Roche de Jornalismo em Saúde
- Online Journalism Awards
- Prêmio Direitos Humanos de Jornalismo

### 2014
- Prêmio SindhRio de Jornalismo e Saúde
- Prêmio MPT de Jornalismo
- Prêmio Direitos Humanos de Jornalismo

### 2013
- Prêmio HSBC – Jornalistas & Cia
- Troféu Mulher Imprensa

### 2012
- Prêmio HSBC – Jornalistas & Cia de Jornalismo Ambiental
- Prêmio Allianz Seguros de Jornalismo Ambiental
- Prêmio Direitos Humanos de Jornalismo

Prêmio Vladimir Herzog
| Menção Honrosa do Prêmio Vladimir Herzog por Arte | Menção Honrosa do Prêmio Vladimir Herzog por Arte                   | Menção Honrosa do Prêmio Vladimir Herzog por Arte | Menção Honrosa do Prêmio Vladimir Herzog por Arte |
| Ano                                               | Obra                                                                | Autor                                             | Resultado                                         |
| ------------------------------------------------- | ------------------------------------------------------------------- | ------------------------------------------------- | ------------------------------------------------- |
| 2017                                              | “Ricardo Silva, executado pela PM” (Agência Pública – São Paulo/SP) | Bruno Nobru, Ciro Barros e Julio Falas            | Venceu                                            |

| Prêmio Vladimir Herzog de Texto | Prêmio Vladimir Herzog de Texto                         | Prêmio Vladimir Herzog de Texto | Prêmio Vladimir Herzog de Texto |
| Ano                             | Obra                                                    | Autor | Resultado                       |
| ------------------------------- | ------------------------------------------------------- | --- | ------------------------------- |
| 2017                            | “Especial Quilombolas” (Agência Pública – São Paulo/SP) | Patrick Camporez Mação, Luísa Torre e Marcelo Prest | Venceu                          |
| 2020                            | "FBI e a Lava-Jato (série Vaza Jato)"                   | Natalia Viana, Mariam Saleh, Andrew Fishman, Alice Maciel, Rafael Neves, Marina Amaral, Bruno Fonseca e Larissa Fernandes (Agência Pública, em parceria com The Intercept Brasil) | Venceu                          |

| Prêmio Vladimir Herzog de Internet | Prêmio Vladimir Herzog de Internet              | Prêmio Vladimir Herzog de Internet      | Prêmio Vladimir Herzog de Internet |
| Ano                                | Obra                                            | Autor                                   | Resultado                          |
| ---------------------------------- | ----------------------------------------------- | --------------------------------------- | ---------------------------------- |
| 2016                               | “Especial 100” (Agência Pública – São Paulo/SP) | Natalia Viana (Natalia Viana Rodrigues) | Venceu                             |

| Menção Honrosa do Prêmio Vladimir Herzog por Internet | Menção Honrosa do Prêmio Vladimir Herzog por Internet                                           | Menção Honrosa do Prêmio Vladimir Herzog por Internet | Menção Honrosa do Prêmio Vladimir Herzog por Internet |
| Ano                                                   | Obra                                                                                            | Autor                                                 | Resultado                                             |
| ----------------------------------------------------- | ----------------------------------------------------------------------------------------------- | ----------------------------------------------------- | ----------------------------------------------------- |
| 2016                                                  | “TVs da Amazônia – Uma realidade que o Brasil desconhece” (Agência Pública – Rio de Janeiro/RJ) | Elvira Lobato (Elvira Lobato Araújo)                  | Venceu                                                |

## Ebooks
A Agência Pública lançou três ebooks sob licença CC BY-ND 4.0, que governa o conteúdo do website:
- Truco! 1 ed. [S.l.: s.n.] 2014. OL 32142785M
- Truco - 2º Turno 1 ed. [S.l.: s.n.] 2014. OL 32142867M
- Natália Viana (2014). O Bispo e Seus Tubarões 1 ed. [S.l.: s.n.] OL 32142916M

## Ligações Externas
- «Página oficial»
- Agência Pública no Facebook
- Agência Pública no Instagram
- Agência Pública no X
- Canal de Agência Pública no YouTube